# 慕登达加
慕登达加（1954年10月5日—2024年5月10日），是一名马来西亚政治人物、律师和商人。1982年4月至1990年18月为国会下议院武吉马士国会议员。他于1990年后淡出政坛，直至2024年2月突然被任命为国会上议院主席。他于5月10日任内逝世。他是马来西亚历史上首名出任上议院主席的砂拉越达雅族。
他是伦巴旺人，父母是基督教传教士。他在20世纪70年代砂拉越伦巴旺族的基督教复兴时期长大，这对他作为基督徒的终生信仰之旅产生了影响。
作为法律正义的倡导者，慕登担任了宣誓专员和公证人，并为私法实践做出了贡献。 他曾在美里的 Mutang and Sam Advocates and Solicitors、吉隆坡的 Khaled, Mutang, Chan & Lim 以及古晋的 Mutang, Bojeng & Chai Advocates & Solicitors 等律所工作过。
他还曾担任砂拉越商业联合会副主席，并担任塞马林集团公司的顾问。他对商业和贸易的奉献精神进一步延伸，他担任了原住民工商会主席和达雅族工商会副主席。
他也是拉瓦斯射击与射箭协会的赞助人、北砂拉越记者协会的顾问、砂拉越伦巴旺协会的法律顾问、砂拉越律师协会和沙巴律师协会的成员、马来西亚律师公会理事会的成员，并且从2017年1月起担任罗马尼亚驻砂拉越的名誉领事，直至2024年2月被任命为上议院主席。
他也是土保党最高理事会成员。

## 政治生涯

### 国会议员（1982-1990）

#### 1982年全国大选
慕登第一次参选是在1982年全国大选，他获国阵提名上阵武吉马士国会议席。他最终不战而胜，当选为武吉马士国会议员。

#### 1986年全国大选
1986年全国大选中，慕登再次上阵武吉马士国会议席，并以5,863张多数票守土成功。

### 国会上议院主席（2024）
2024年2月15日，慕登达加获最高元首苏丹依布拉欣委任为上议员。19日，被任命为上议院主席，接替受委为砂拉越州元首的旺朱乃迪。

## 突然病逝
2024年4月29日，慕登对阿塞拜疆巴库进行工作访问，并率领马来西亚代表团参加5月1日至3日举行的世界跨文化对话论坛。访问期间，他是唯一有幸会见阿塞拜疆总统伊利哈姆·阿利耶夫的代表，增进了马来西亚和阿塞拜疆的双边关系。然而，慕登在阿塞拜疆访问期间突然生病，不得不提前结束公务行程返回马来西亚。2024年5月6日抵达马来西亚后，他被送往吉隆坡的国家心脏中心接受治疗。四天后，即2024年5月10日，慕登达加去世，享年69岁。
最高元首、最高元首后、首相形容慕登的去世是砂拉越和联邦的损失。在吉隆坡和美里举行的慕登的守灵和葬礼上，数千人向他告别。在他的妻子、孩子、父亲和妹妹致以衷心的悼词后，慕登达加被安葬在砂拉越美里，他和家人在那里生活了几十年。

## 选举成绩
| 年份 | 选区          | 候选人 | 候选人             | 得票数   | 得票率   | 竞选对手 | 竞选对手               | 得票数   | 得票率   | 总票数   | 多数票   | 投票率   |
| ---- | ------------- | ------ | ------------------ | -------- | -------- | -------- | ---------------------- | -------- | -------- | -------- | -------- | -------- |
| 1982 | P154 武吉马士 |        | 慕登达加（土保党） | 不战而胜 | 不战而胜 | 不战而胜 | 不战而胜               | 不战而胜 | 不战而胜 | 不战而胜 | 不战而胜 | 不战而胜 |
| 1986 | P154 武吉马士 |        | 慕登达加（土保党） | 9,470    | 72.42%   |          | 莫哈末乌江（独立人士） | 3,607    | 27.58%   | 13,077   | 5,863    | 57.78%   |

## 荣誉
- 马来西亚 :
  -  国家领袖勋章 (PJN) – 拿督 (2017)[17]